# 今田耕司のシブヤ系うらりんご
『今田耕司のシブヤ系うらりんご』（いまだこうじのシブヤけいうらりんご）は、1995年3月27日から同年9月29日までフジテレビで放送されたバラエティ番組。
放送時間は毎週月曜日 - 金曜日 17:00 - 17:25 (JST) 、東京都渋谷区の渋谷公園通り劇場から毎日生放送。

## 概要
「常にNo.2」を自負している今田耕司初の冠番組としてスタートした。
フジテレビで平日夕方の帯枠で生放送のバラエティ番組が放送されたのは『パラダイスGoGo!!』以来5年ぶりとなった。
ほとんど関東ローカルに近く、ネットしていた系列局は仙台放送（1 - 2週遅れで16:30から放送）、山陰中央テレビ、テレビ新広島、岡山放送（金曜除く）だけという風に、一部の地方の系列局のみで非常に少なかった。
また、時期的にオウム真理教事件があり、番組が緊急報道番組で休止されることも多かった。
番組全体の演出は、『めちゃ2イケてるッ!』の総監督の片岡飛鳥がディレクターとして務めた。
本番組終了後、フジテレビの平日夕方の生放送帯バラエティ番組は『DAIBAッテキ!!』（1998年10月 - 1999年3月）まで3年間途絶えることとなる。
歌手デビュー直前の華原朋美が遠峯ありさ名義で出演していたが、間もなく降板し、打ち切りと同時期の9月には歌手デビューを果たし、年末には最優秀新人賞など賞レースを総なめにした。

## エピソード
過激な罰ゲームが多かった。例として、金曜日に放送されていたゲームコーナーでは、ゲームで負け残ったうらりんギャルが抽選で選ばれた会場の男性客に抱きつかれるコーナーが存在した（最終的にコーナーそのものが廃止）。
他にも「食い逃げ（無論店のほうには了承を取っている）」、「強制的に生引越し」などがあり、ついには「子供が人に向かって放尿する」という内容を放送。当然ながら多くの抗議が寄せられた（当時の『週刊フジテレビ批評』にも批判的投書が寄せられた）。

## 出演者

### 司会
- 今田耕司

### レギュラー

#### 前期（1995年4月 - 6月）
- 月曜日：極楽とんぼ（加藤浩次・山本圭壱）、鈴木蘭々、山崎邦正（準レギュラー）
- 火曜日：山本太郎、遠峯ありさ、山羊智詞（準レギュラー）
- 水曜日：東野幸治、矢部美穂
- 木曜日：フォークダンスDE成子坂（桶田敬太郎・村田渚）
- 金曜日：ナインティナイン（矢部浩之・岡村隆史）

#### 後期（1995年7月 - 9月）
- 月曜日 - 金曜日：東野幸治
- 火曜日：極楽とんぼ（加藤浩次・山本圭壱）、フォークダンスDE成子坂（桶田敬太郎・村田渚）、山崎邦正
- 水曜日：鈴木蘭々

### うらりんギャル
初代メンバー
- 太田有美
- 川崎愛
- 桜井亜弓
- 沢入しのぶ
- 清水成美
- 高澤幸子
- 長野かずえ
- 三宅えみ
- 矢代祐子
- 山口もえ
- 岡本法子（中途脱退）
- 坂爪加奈（中途脱退）
- 堀川由理（中途脱退）

中途加入メンバー
- 荒真弓
- 桜井祐華
- 田中千鶴
- ヘンシェル・ナオミ（後に父親が『笑っていいとも!』金曜日に、ナインティナイン進行のクイズコーナー回答者として出演）

## コーナー
ギャグオークション
マジ女王様
マジ女王様リスト
- 第1回：矢代祐子
- 第2回：三宅えみ
- 第3回：川崎愛
- 第4回：高澤幸子

## タイアップ曲（エンディングテーマ）
- 3〜4月 -「ロビンソン」 スピッツ
- 5月 -「ズルい女」 シャ乱Q
- 6月 -「あの夏が聴こえてくる」 MAGIC
- 7月 -「サヨナラのキスではじめよう」 RAZZ MA TAZZ
- 8月 -「泣かないぞェ」 鈴木蘭々
- 9月 -「太陽の雫」 b-flower

## スタッフ
- 構成：加藤芳一（月・火）、小笠原英樹（月）、野中浩之（火）、渡辺・プロ[注 1]（金）
- 美術制作：重松照英、須藤康弘
- デザイン：桐山三千代
- 美術進行：長島立史、古賀飛
- 大道具：佐藤三羽一
- 装飾：岡田寿也
- メイク：佐藤恭子、山田かつら
- スタイリスト：insi-DO、富麻博美
- 視覚効果：山ノ内健
- 電飾：林将大、今石純一
- アクリル装飾：早川崇
- 電子タイトル：黒沢誠、早川清仁
- タイトル：原野真理子
- CG：岩下みどり
- TD：西田貞雄
- SW：猿谷智、障子川雅則
- カメラ：坂本淳一、蛭田英和
- 音声：左口満寿、木俣洋一
- VE：鈴木貴裕、森秀夫
- 照明：須藤直宏、宗方貴尊、沢田篤宏
- 音響効果：中村友美、井澤利幸、笠松広司
- VTR編集：中根敏晶
- タイムキーパー：杉山清美、増山郁子、山中京子
- 技術協力：八峯テレビ、FLT
- 制作協力：吉本興業
- アシスタントプロデューサー：富田好美、岡本昭彦
- ディレクター：笠井昌旭（月）、伊戸川俊伸（火）、北沢建一（金）
- プロデューサー：鈴木恵悟、谷良一
- 制作：フジテレビ第二制作部
- 制作著作：フジテレビ

## 備考
- 本番組が開始された週に、入れ替わるかのようにテレビ東京の『銀BURA天国』[注 2]が終了している。
- 7月からは、リニューアルとして今田、東野の司会になった。